# Edgerton (Kansas)
Edgerton és una població dels Estats Units a l'estat de Kansas. Segons el cens del 2000 tenia 1.440 habitants.

## Demografia
Segons el cens del 2000, Edgerton tenia 1.440 habitants, 474 habitatges, i 388 famílies. La densitat de població era de 434,4 habitants/km².
Dels 474 habitatges en un 50,6% hi vivien nens de menys de 18 anys, en un 66% hi vivien parelles casades, en un 10,1% dones solteres, i en un 18,1% no eren unitats familiars. En l'11,8% dels habitatges hi vivien persones soles el 2,7% de les quals corresponia a persones de 65 anys o més que vivien soles. El nombre mitjà de persones vivint en cada habitatge era de 3,03 i el nombre mitjà de persones que vivien en cada família era de 3,31.
Per edats la població es repartia de la següent manera: un 33% tenia menys de 18 anys, un 11,4% entre 18 i 24, un 35,9% entre 25 i 44, un 16% de 45 a 60 i un 3,7% 65 anys o més.
L'edat mediana era de 28 anys. Per cada 100 dones de 18 o més anys hi havia 104,4 homes.
La renda mediana per habitatge era de 50.179 $ i la renda mediana per família de 51.213 $. Els homes tenien una renda mediana de 32.041 $ mentre que les dones 23.594 $. La renda per capita de la població era de 16.911 $. Entorn del 2,3% de les famílies i el 3% de la població estaven per davall del llindar de pobresa.

## Poblacions més properes
El següent diagrama mostra les poblacions més properes.